# Georgia-Maria Despollari
Georgia-Maria Despollari (griechisch Γεωργία Μαρία Δεσπολλάρη, * 19. September 2003 in Pyrgos) ist eine griechische Leichtathletin, die sich auf den Mittelstreckenlauf spezialisiert hat.

## Sportliche Laufbahn
Erste internationale Erfahrungen sammelte Georgia-Maria Despollari im Jahr 2023, als sie bei der 1. Liga der Team-Europameisterschaft, die im Zuge der Europaspiele in Chorzów stattfand, in 2:02,31 min den zweiten Platz im B-Lauf über 800 Meter belegte. Anschließend gewann sie bei den U23-Europameisterschaften in Espoo in 2:04,14 min die Bronzemedaille im 800-Meter-Lauf hinter der Spanierin Daniela García und Veera Mattila aus Finnland. Zudem verpasste sie mit der griechischen 4-mal-400-Meter-Staffel mit 3:40,62 min den Finaleinzug. Kurz darauf gelangte sie bei den Balkan-Meisterschaften in Kraljevo mit 2:03,70 min auf den vierten Platz über 800 Meter und gewann mit der Staffel in 3:33,35 min die Silbermedaille hinter dem ukrainischen Team. Im Jahr darauf belegte sie bei den Balkan-Hallenmeisterschaften in Istanbul in 2:06,49 min den sechsten Platz über 800 Meter. Ende Mai belegte sie bei den Balkan-Meisterschaften in Izmir in 2:02,21 min den vierten Platz über 800 Meter und wurde auch im Staffelbewerb in 3:38,08 min Vierte. 2025 gewann sie bei den Balkan-Hallenmeisterschaften in Belgrad in 2:03,38 min die Bronzemedaille über 800 Meter hinter der Österreicherin Caroline Bredlinger und Nina Vuković aus Kroatien, ehe sie bei den Halleneuropameisterschaften in Apeldoorn mit 2:03,80 min im Vorlauf ausschied. Ende Juni wurde sie bei der 1. Liga der Team-Europameisterschaft in Madrid in 2:02,15 min Zweite im B-Lauf. Anschließend belegte sie bei den U23-Europameisterschaften in Bergen in 2:00,92 min den vierten Platz und verpasste mit der Staffel mit 3:34,21 min den Finaleinzug. Kurz darauf gewann sie bei den Balkan-Meisterschaften in Volos in 2:02,35 min die Silbermedaille über 800 Meter hinter der Türkin Dilek Koçak und 
2024 wurde Despollari griechische Meisterin über 800 Meter im Freien sowie 2024 und 2025 in der Halle. Zudem wurde sie 2023 und 2024 Landesmeisterin in der 4-mal-400-Meter-Staffel im Freien sowie 2024 und 2025 in der Halle.

## Persönliche Bestleistungen
- 400 Meter: 54,53 s, 14. Juni 2025 in Trikala
- 800 Meter: 2:00,69 min, 16. August 2025 in Löwen
  - 800 Meter (Halle): 2:03,38 min, 15. Februar 2025 in Belgrad